# Awake (album de Tycho)
Pour les articles homonymes, voir Awake.
Albums de Tycho
Dive
(2011) Epoch
(2016)
Awake est le quatrième album studio du musicien américain Tycho. Il a été lancé le 18 mars 2014 par Ghostly International.

## Pistes
Toutes les chansons sont écrites et composées par Scott Hansen.
| 1.    | Awake   | 4:43 |
| 2.    | Montana | 5:26 |
| 3.    | L       | 4:37 |
| 4.    | Dye     | 5:17 |
| 5.    | See     | 5:18 |
| 6.    | Apogee  | 4:20 |
| 7.    | Spectre | 3:46 |
| 8.    | Plains  | 3:17 |
| 36:44 |         |      |

| 9. | Awake (Ametsub Remix) | 4:33 |

## Artisans
Artisans de l'album Awake :
- Scott Hansen – basse, percussions, guitare, claviers, mastering, mixing
- Ricardo Ayala – percussions
- Zac Brown – basse, guitare
- Count – percussions, mastering, mixing, consultant à la production
- Rory O'Connor – percussions
- Christopher Willits (en) – mastering, consultant à la production

## Réception
L'album obtient un score de 69 sur 100 sur le site Metacritic, basé sur 23 critiques « généralement faborables,. »

## Palmarès
| Palmarès (2014)                 | Position maximale |
| ------------------------------- | ----------------- |
| Ultratop (Flandre)              | 104               |
| Belgian Albums Chart (Wallonia) | 143               |
| UK Albums Chart                 | 159               |
| UK Indie Chart                  | 24                |
| US Billboard 200                | 23                |
| US Dance/Electronic Albums (en) | 2                 |
| US Independent Albums (en)      | 3                 |

| Palmarès (2014)            | Position |
| -------------------------- | -------- |
| US Dance/Electronic Albums | 18       |